# Tituly a vyznamenání Winstona Churchilla

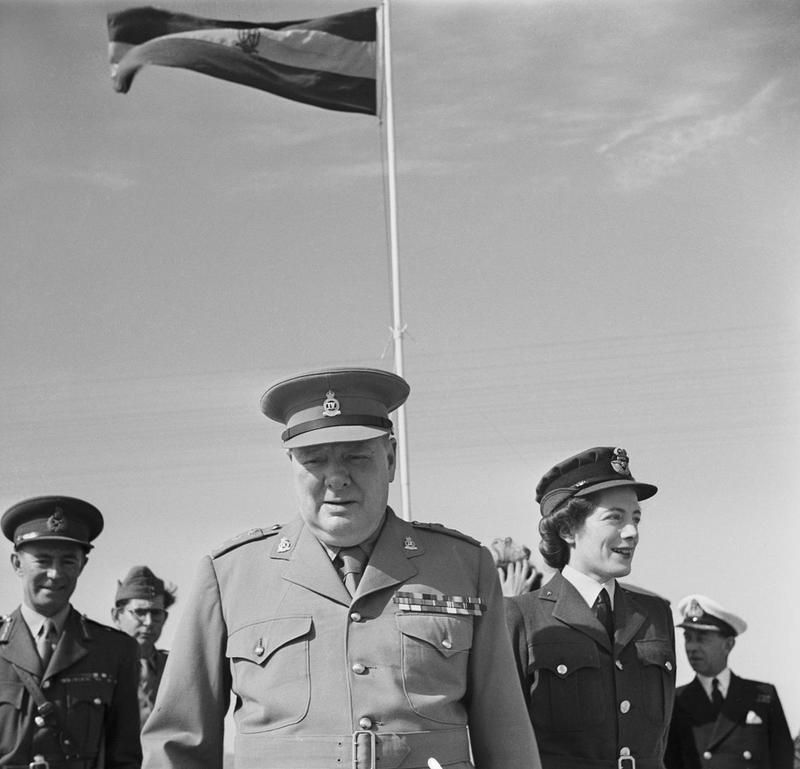
W. Churchill v uniformě zdobené stužkami vyznamenání, 1943

The Right Honourable Sir Winston Leonard Spencer-Churchil, KG, OM, CH, TD, DL, FRS, RA obdržel během své vojenské i politické kariéry řadu vyznamenání a ocenění. Mezi lety 1885 až 1964 Churchill obdržel 37 britských a zahraničních řádů a řadu dalších medailí. Z celkového počtu udělených státních vyznamenání jich bylo dvacet britských, tři francouzské, po dvou vyznamenáních získal z Belgie, Dánska, Lucemburska a Španělska. Po jednom z ocenění mu udělily státy Česká republika, Egypt, Estonsko, Libye, Nepál, Nizozemsko, Norsko a USA. Deset medailí mu bylo uděleno za službu v Britské armádě.

## Erb

Erb Winstona Churchila jakožto Gentlemana
Erb Sira Winstona Churchilla

## Návrh na vévodský titul
V roce 1945 nabídl král Jiří VI. Churchillovi titul vévody z Doveru, jenž se tak mohl stát od roku 1874 prvním vévodou nekrálovského původu. Jiří VI. mu také nabídl vyznamenání v podobě rytíře Podvazkového řádu. Churchill však obě nabídky odmítl.
Poté, co Churchill opustil post ministerského předsedy, mu královna Alžběta II. opětovně nabídla povýšení do šlechtického stavu s titulem vévody. Obvykle bývaly odcházejícím premiérům nabízeny hraběcí tituly a tak nabídka vévodského titulu svědčí o speciální cti. Jedním z titulů, který byl zvažován byl titul Vévody z Londýna, tedy z města, jehož název nebyl nikdy v historii v šlechtickém titulu použit. V parlamentu zastupoval Churchill tři kraje a pocházel ze čtvrtého, a tak se zdál vhodný titul města, ve kterém strávil většinu času během své politické kariéry. Churchill tuto nabídku zvažoval, ale nakonec ji odmítl i s ohledem na nákladnost vévodského života a také přijetí jakéhokoliv titulu mohlo zkrátit politickou kariéru jeho syna Randolpha a mohlo případně v politické kariéře bránit i jeho vnukovi.

## Státní pohřeb

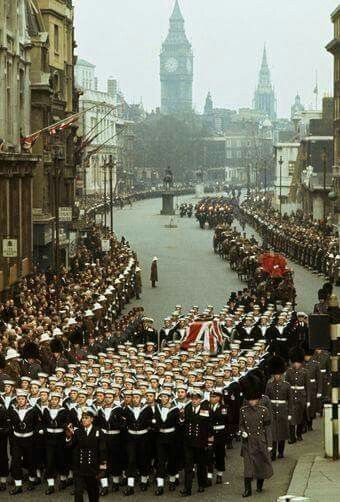
Smuteční průvod ulicemi Londýna

Jednou z nejvýznamnější poct byl státní pohřeb konaný v Katedrále sv. Pavla, poté, co byla jeho rakev vystavena po tři dny ve Westminster Hall ve Westminsterském paláci. Cti pohřbu v Katedrále sv. Pavla se pouze zřídka dostane někomu jinému než britskému panovníku nebo panovnici a jeho/její choti. Královna Alžběta II. také porušila protokol, když vstoupila do katedrály ještě před Churchillovou rakví. Dle protokolu měla vstoupit poslední. Počet světových státníků účastnících se pohřbu byl také jedním z největších v historii.

## Vyznamenání

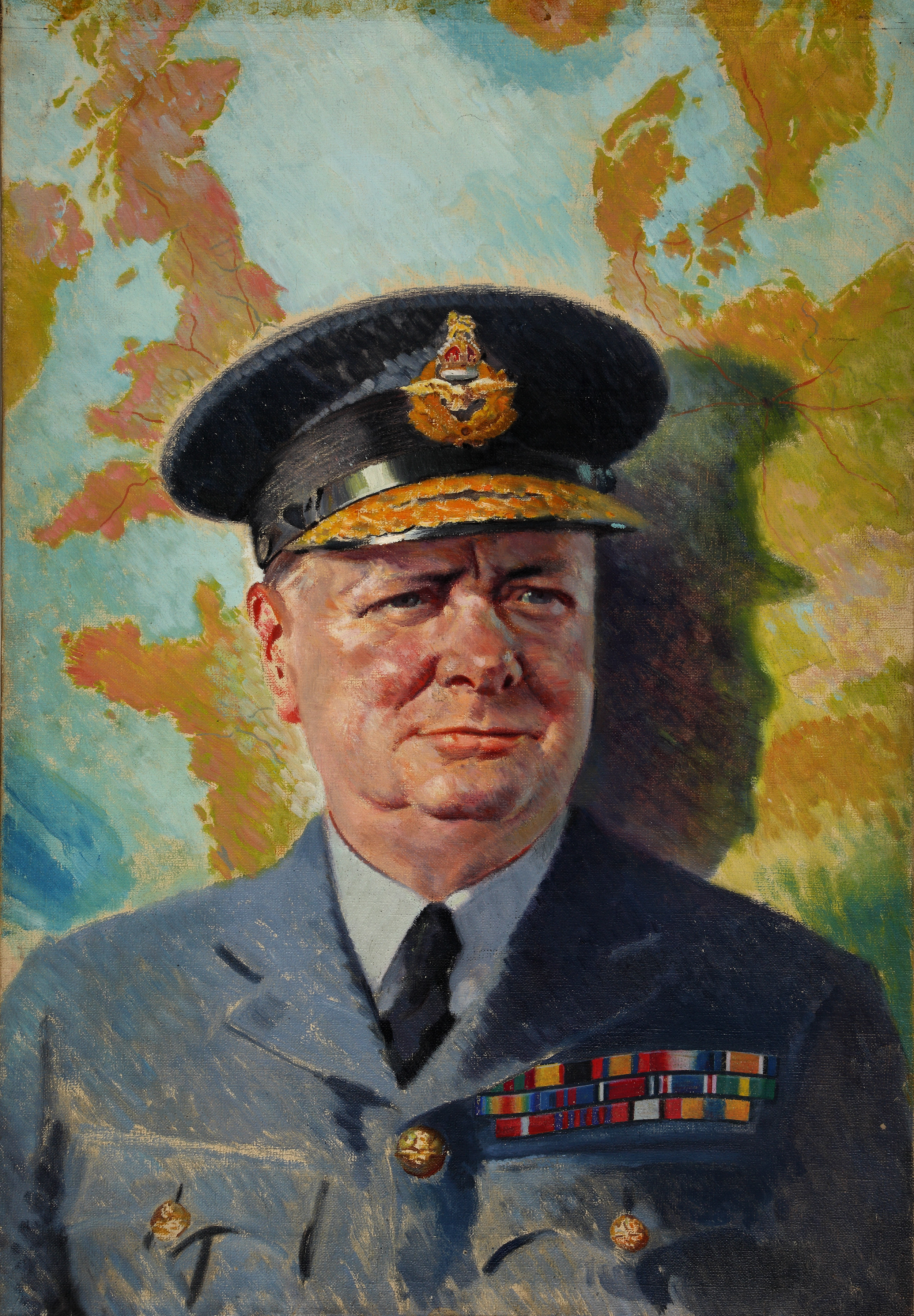
Portrét W. Churchilla v uniformě RAF v hodnosti Air Commodore zdobené stužkami vyznamenání

### Britská vyznamenání
- rytíř Podvazkového řádu – 24. dubna 1953[7]
- Řád za zásluhy – 1. ledna 1946[7]
- Řád společníků cti – 19. října 1922[7]
- Indická medaile se sponou Punjab Frontier 1897–98 – 10. prosince 1898[7]
- Královnina súdánská medaile – 27. března 1899[7]
- Královnina jihoafrická medaile – 15. července 1901[7]
- Hvězda 1914–15 – 10. října 1919[7]
- Britská válečná medaile – 13. října 1919[7]
- Vítězná medaile – 4. června 1920[7]
- Hvězda 1939–1945 – 9. října 1945[7]
- Africká hvězda – 9. října 1945[7]
- Italská hvězda – 2. srpna 1945[7]
- Hvězda za Francii a Německo – 9. října 1945[7]
- Medaile Za obranu – 9. října 1945[7]
- Válečná medaile 1939–1945 – 11. prosince 1946[7]
- Korunovační medaile Jiřího V. – 1911[7]
- Medaile stříbrného výročí Jiřího V. – 1935[7]
- Korunovační medaile Jiřího VI. – 1937[7]
- Korunovační medaile Alžběty II. – 1953[7]
- Teritoriální vyznamenání – 31. října 1924[7]

### Zahraniční vyznamenání
- Belgie
  -  velkostuha Řádu Leopoldova s palmou – 15. listopadu 1945[7]
  -  Válečný kříž s bronzovou palmou – 15. listopadu 1945[7]
- Česko
  -  Řád Bílého lva I. třídy (občanská skupina) in memoriam – 28. října 2014[8]
- Dánsko
  -  rytíř Řádu slona – 9. října 1950[7]
  -  Medaile svobody krále Kristiána X. – 10. září 1946[7]
- Egyptské království
  -  Chedivova súdánská medaile se sponou Khartoum – 1899[7][9]
- Estonsko
  -  Kříž svobody I. třídy – 29. dubna 1925[10]
- Francie
  -  společník Ordre de la Libération – 6. listopadu 1958[7]
  -  Médaille militaire – 8. května 1947[7]
  -  Croix de guerre s bronzovou palmou – 8. května 1947[7]
- Libye
  -  Řád Muhammada bin Ali al-Sanusiho – 14. dubna 1962[7]
- Lucembursko
  -  velkokříž Řádu dubové koruny – 14. července 1946[7]
  -  Vojenská medaile – 14. července 1946[7][11]
- Nepál
  -  Řád nepálské hvězdy I. třídy – 29. června 1961[7]
- Nizozemsko
  -  velkokříž Řádu nizozemského lva – 1946[7]
- Norsko
  -  velkokříž s řetězem Řádu svatého Olafa – 11. května 1948[7]
- Spojené státy americké
  -  Army Distinguished Service Medal – 10. května 1919[7]
- Španělsko
  -  Vojenský záslužný kříž I. třídy s červeným odznakem – 6. prosince 1895[7]
  -  Medaile za kubánské tažení 1895–98 – 1914[7]

## Ostatní ocenění
- Nobelova cena za literaturu – 1953[12]
- Albert Gold Medal – Royal Society of Arts, 1945
- Grotius Medal – 1949
- Cena Karla Velikého – 1956
- Williamsburg Award – 7. prosince 1955
- Franklinova Medaile – Filadelfie, 1956
- Cena Theodora Herzla – 1964

## Vojenské hodnosti

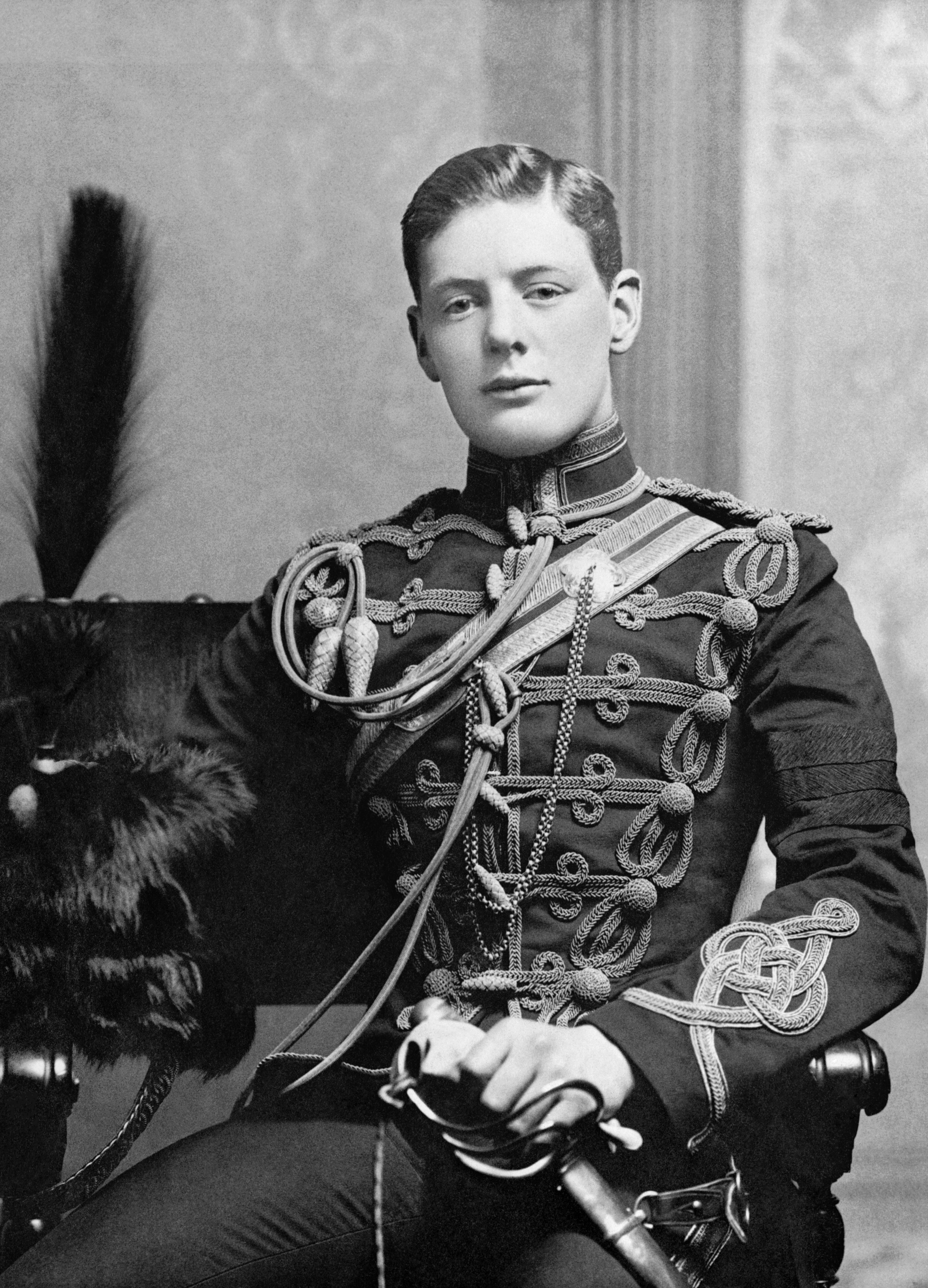
Winston Churchill v uniformě podporučíka, 1895

### Vojenské hodnosti
- cornet, 4th Queen's Own Hussars – 20. února 1895[13]
- poručík, 4th Queen's Own Hussars – 20. května 1896[13]
- poručík, South African Light Horse – leden 1900[13]
- kapitán, Queen's Own Oxfordshire Hussars – 4. ledna 1902[13]
- major, Henley Squadron, Queen's Own Oxfordshire Hussars – 25. května 1905[13]
- podplukovník (dočasný), 6. prapor, Royal Scots Fusilliers, Queen's Own Oxfordshire Hussars – 5. ledna 1916[13]

### Čestné vojenské hodnosti
- čestný Air Commodore, 615. peruť RAF – 4. dubna 1939 až 1957[14]
- čestný plukovník, Queen's Own Oxfordshire Hussars – 21. října 1939 až 13. října 1959[15]

## Čestné funkce
- Lord strážce pěti přístavů – 1941 až 1965

## Čestná občanství

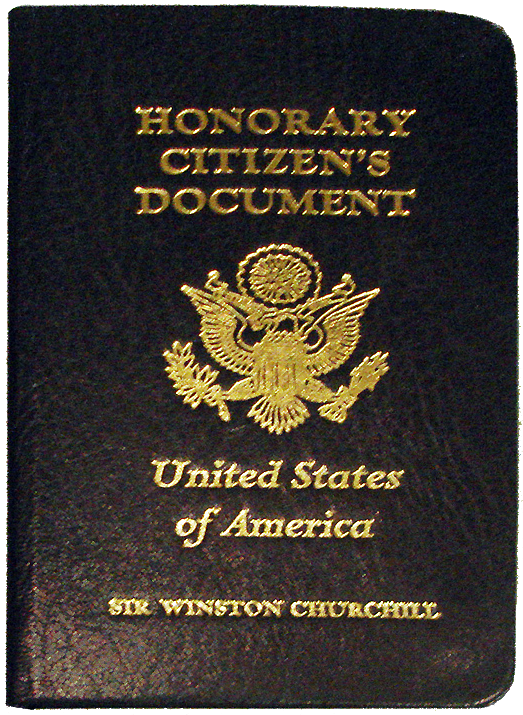
Churchillovo osvědčení o udělení čestného občanství USA

Socha Winstona Churchilla ve Washingtonu D.C.

Dne 9. dubna 1963 prohlásil prezident USA John F. Kennedy, jednajíc podle Act of Congress, Churchilla prvním čestným občanem Spojených států amerických. Churchill však nebyl fyzicky schopný se slavnostního ceremoniálu v Bílém domě zúčastnit. Ocenění za něho převzal jeho syn a vnuk.
Již 12. listopadu 1944 obdržel během své návštěvy osvobozené Paříže její čestné občanství. Během slavnostního ceremoniálu obdržel nacistickou vlajku, která dříve vlála na pařížské radnici Hotel de Ville.
Churchill celkem obdržel 42 čestných občanství:
- čestný občan Oldhamu – 2. dubna 1941[20]
- čestný občan Edinburghu – 12. října 1942[21]
- čestný občan Londýna – 30. června 1943[22]
- čestný občan Paříže – 12. listopadu 1944[23]
- čestný občan Wanstead and Woodfordu – 1945[24]
- čestný občan Blackpoolu – 4. října 1946[25]
- čestný občan Poole – 1946[26]
- čestný občan Aberdeenu – 1946
- čestný občan Westminsteru – 1946[27]
- čestný občan Birminghamu – 31. října 1946
- čestný občan Manchesteru – 1947[28]
- čestný občan Ayru – 1947[29]
- čestný občan Darlingtonu – 1947[30]
- čestný občan Brightonu – 3. října 1947[31]
- čestný občan Eastbourne – 22. dubna 1948[32][33]
- čestný občan Aldershotu – 6. července 1948[34]
- čestný občan Cardiffu – 16. července 1948[35][36]
- čestný občan Perthu – 27. května 1948[37]
- čestný občan Kensingtonu – 1949[38]
- čestný občan Worcesteru – 20. května 1950[39]
- čestný občan Bathu – 13. července 1950[40]
- čestný občan Portsmouthu – 12. prosince 1950[41]
- čestný občan Swindonu – 2. března 1951[42]
- čestný občan Sheffieldu – 16. dubna 1951[43][44]
- čestný občan Dealu – 15. srpna 1951[45][46]
- čestný občan Aberystwythu – 1951[47]
- čestný občan Doveru – 1951[48]
- čestný občan Stirlingu – 1953
- čestný občan Kingstonu – 17. ledna 1953[49][50]
- čestný občan Harrow – 30. září 1955[51]
- čestný občan Derry – 16. prosince 1955[52]
- čestný občan Belfastu – 16. prosince 1955[53]
- čestný občan Roquebrune-Cap-Martinu – 3. března 1956[54]
- čestný občan Douglasu – 23. července 1957[55]
- čestný občan Margate – 27. listopadu 1957
- čestný občan Leedsu – 28. října 1958
- čestný občan Estcourtu – 10. října 1964[56]

## Čestné akademické tituly

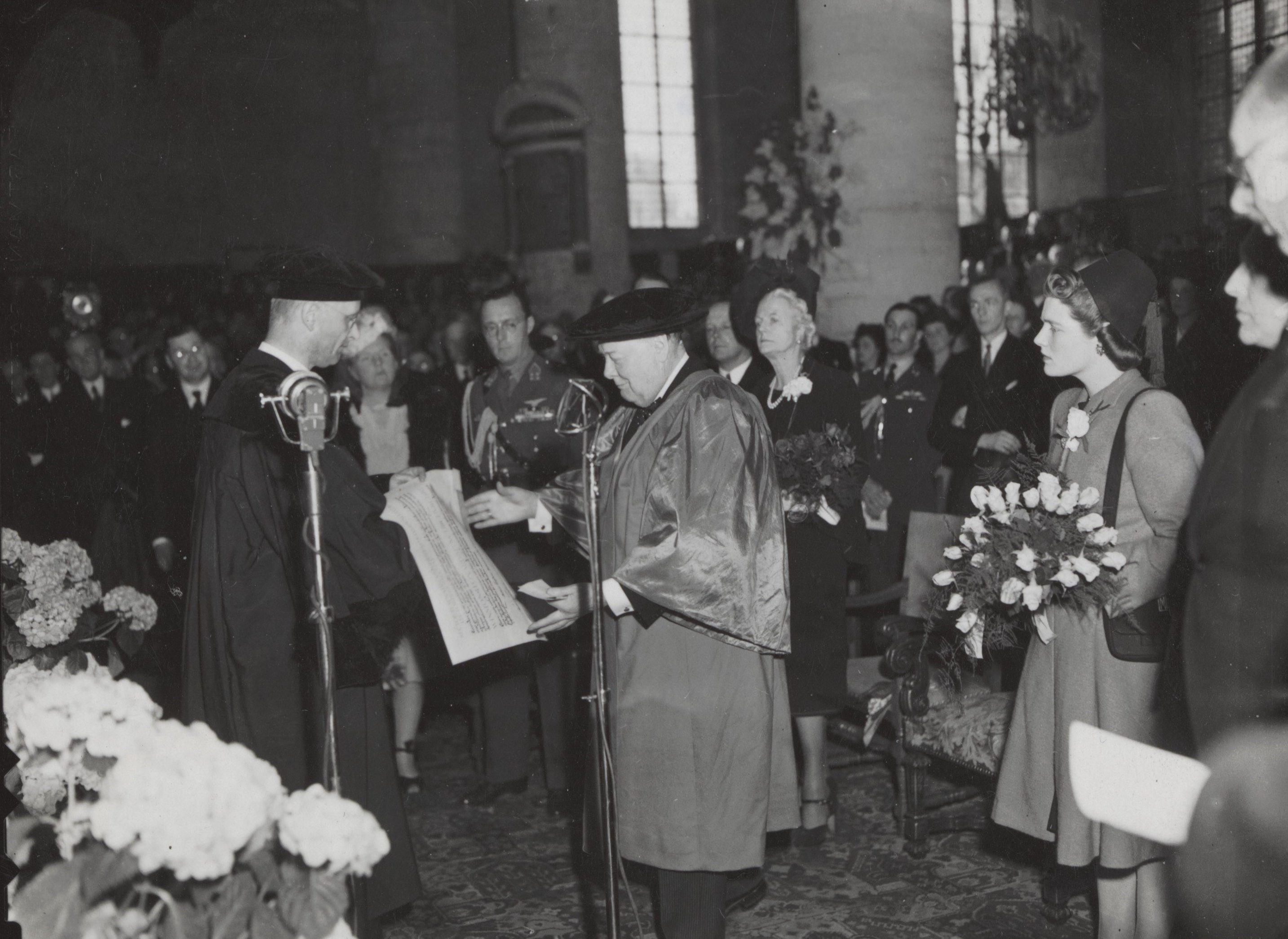
W. Churchill přebírá čestný doktorát Univerzity v Leidenu, 1946

Churchill během svého života obdržel řadu čestných doktorátů jak na britských, tak zahraničních vysokých školách:
- čestný doktor práv (LL. D.) na Queen's University Belfast – 1926[57][58]
- čestný doktor práv (LL. D.) na Rochesterské univerzitě – 16. června 1941[59][60]
- čestný doktor práv (LL. D.) na Harvardově univerzitě – 6. září 1943[57][61]
- čestný doktor práv (Hon. LL. D.) na McGillova univerzitě – 16. září 1944
- čestný doktor práv (LL. D.) na University of Miami – 1946
- čestný doktor práv (LL. D.) na University of Aberdeen – 27. dubna 1946[62]
- čestný doktor práv (LL. D.) na Westminster College – 5. května 1946
- doctor honoris causa na Univerzitě v Leidenu – 10. května 1946[63]
- čestný doktor práv (Hon. LL. D.) na Londýnské univerzitě – 1948
- čestný doktor práv (LL. D.) na University of Liverpool – 1949
- doctor honoris causa na Kodaňské univerzitě – 1950[64]